# Geologia Ameryki Północnej
Geologia Ameryki Północnej
Pod względem geologicznym kontynent północnoamerykański wraz z Grenlandia, rozdzielonych Cieśniną Davisa i Morzem Baffina, leży w całości na płycie północnoamerykańskiej. Jej centralną część stanowi platforma amerykańsko-grenlandzka otoczona różnowiekowymi pasmami fałdowymi.
Platforma północnoamerykańska składa się z dwóch tarcz – tarczy kanadyjskiej i grenlandzkiej oraz płyty centralnej, otaczającej tarczę kanadyjską od zachodu i południa.
Od zachodu platforma amerykańsko-grenlandzka graniczy z Kordylierami, od południa z pasmem Ouachita-Marathon, od południowego wschodu z Appalachami, od północnego wschodu z pasmem wschodniogrenlandzkim i od północy z pasmem innuickiim.